# Muriel Box
Lady Violette Gardiner, nata Violette Muriel Baker e nota professionalmente come Muriel Box (Tolworth, 22 settembre 1905 – Hendon, 18 maggio 1991), è stata una sceneggiatrice e regista britannica.
Dal 1935 al 1969 è stata sposata con il regista, sceneggiatore e produttore cinematografico Sydney Box, mentre dal 1970 al 1990 è stata sposata con il politico Gerald Gardiner.
Nell'ambito dei Premi Oscar 1947 ha ottenuto l'Oscar alla migliore sceneggiatura non originale per il film Settimo velo (The Seventh Veil).

## Filmografia

### Sceneggiatrice
- 29 Acacia Avenue (1945)
- Settimo velo (The Seventh Veil) (1945)
- The Years Between (1946)
- A Girl in a Million (1946)
- I contrabbandieri (The Man Within) (1947)
- The Brothers (1947)
- Tormento (Dear Murderer) (1947)
- Holiday Camp (1947)
- Nebbie del passato (Portrait from Life) (1948)
- Easy Money (1948)
- Ragazze perdute (Good-Time Girl) (1948)
- Il boia arriva all'alba (Daybreak) (1948)
- Accadde a Praga (The Blind Goddess) (1948)
- Here Come the Huggetts (1948)
- Cristoforo Colombo (Christopher Columbus) (1949)
- The Happy Family (1952)
- Street Corner (1953)
- The Passionate Stranger (1957)
- The Truth About Women (1957)
- Too Young to Love (1960)

### Regista
- The Lost People (1949)
- The Happy Family (1952)
- Street Corner (1953)
- Il grande flagello (The Beachcomber) (1954)
- To Dorothy, a Son (1954)
- Simone e Laura (Simon and Laura) (1955)
- Donna da uccidere (Eyewitness) (1956)
- The Passionate Stranger (1957)
- The Truth About Women (1957)
- This Other Eden (1959)
- Prigioniero del grattacielo (Subway in the Sky) (1959)
- Too Young to Love (1959)
- Rattle of a Simple Man (1964)